# Diaura
A Diaura 2010-ben alapított japán visual kei rockegyüttes, melyet a Valluna tagjai hoztak létre. Első kislemezük Sicujoku no szeiiki (失翼の聖域) címmel 2011-ben jelent meg, első nagylemezük pedig Genesis címmel 2012-ben.

## Története
Yo-ka és Jú Marley néven alapított rövid életű együttest, melynek feloszlását követően yo-kát meghívták, hogy legyen a Valluna énekese. Bár ez az együttes is csupán másfél évig létezett, számos rajongót szerzett magának különleges stílusával. Feloszlásuk után yo-ka és a gitáros Kei hozták létre a Diaurát, Jú közreműködésével, majd az ügynökük segítségével lett a basszusgitárosuk Sója. Az együttes neve a „Dictatorial Aura” összevonásából származik, azonban a jelentést csak később társították a névhez, mikor a kiadójuk megkérdezte, mit jelent a Diaura. Szótár segítségével, utólagosan alkották meg a „Dictatorial Aura”-t. A Diaura elnevezést egyszerűen azért választották, mert úgy érezték, a D-betűs névnek kemény hangzása van.
Első lemezük, a Genesis 2012 márciusában látott napvilágot, nem sokkal később, októberben Jú bejelentette a távozását, egészségügyi problémái miatt.
2013 áprilisában az addig beugró dobosként játszó Tacuja hivatalosan is az együttes dobosa lett.
Miután az együttes kiadót váltott és a Blowgrowhoz került, lehetőségük nyílt jobb hangminőségű felvételek készítésére, ami sokat javított az együttes hangzásán. Később visszatértek az Ains kiadóhoz, majd 2019 augusztusában saját független kiadót hoztak létre NDG néven.

## Tagjai
Jelenlegi
yo-ka: vokál
Kei (佳衣): gitár
Sója (翔也): basszusgitár
Tacuja (達也): dobok
Korábbi
Jú (勇): dobok (2010–2012)

## Diszkográfia

### Stúdióalbumok
| Cím      | Adatok                            | Legmagasabb helyezés | Legmagasabb helyezés |
| Cím      | Adatok                            | Oricon               | Oricon               |
| Cím      | Adatok                            | Független albumok    | Heti lista           |
| -------- | --------------------------------- | -------------------- | -------------------- |
| Genesis  | Kiadás dátuma: 2012. március 21.  |                      | 168                  |
| Focus    | Kiadás dátuma: 2013. december 4.  |                      | 49                   |
| Triangle | Kiadás dátuma: 2014. november 26. | 2                    | 33                   |
| Versus   | Kiadás dátuma: 2017. november 29. | 2                    | 30                   |
| R.I.P.   | Kiadás dátuma: 2021. október 6.   | 3                    | 34                   |

### Minialbumok
| Cím           | Adatok                             | Legmagasabb helyezés | Legmagasabb helyezés |
| Cím           | Adatok                             | Oricon               | Oricon               |
| Cím           | Adatok                             | Független albumok    | Heti lista           |
| ------------- | ---------------------------------- | -------------------- | -------------------- |
| Dictator      | Kiadás dátuma: 2011. augusztus 10. |                      | 195                  |
| Reborn        | Kiadás dátuma: 2013. március 13.   | 4                    | 68                   |
| My Resistance | Kiadás dátuma: 2016. november 16.  | 3                    | 27                   |
| Definition    | Kiadás dátuma: 2019. február 13.   | 6                    | 43                   |
| Antism        | Kiadás dátuma: 2023. április 5.    |                      |                      |

### Válogatásalbumok
| Cím        | Adatok                            | Legmagasabb helyezés | Legmagasabb helyezés |
| Cím        | Adatok                            | Oricon               | Oricon               |
| Cím        | Adatok                            | Független albumok    | Heti lista           |
| ---------- | --------------------------------- | -------------------- | -------------------- |
| Incomplete | Kiadás dátuma: 2015. december 15. | 2                    | 38                   |

### Kislemezek
| Cím                                                                   | Adatok | Legmagasabb helyezés | Legmagasabb helyezés |
| Cím                                                                   | Adatok | Oricon               | Oricon               |
| Cím                                                                   | Adatok | Független kislemezek | Heti lista           |
| --------------------------------------------------------------------- | --- | -------------------- | -------------------- |
| Sicujoku no szeiiki (失翼の聖域; Hepburn: Shitsuyoku no Seiiki)       | Kiadás dátuma: 2011. január 19. |                      |                      |
| Beautiful Creature                                                    | Kiadás dátuma: 2011. február 13. 2011. június 15. (második kiadás) Számlista 1. Beautiful Creature 2. Todokanu tegami (届かぬ手紙) Második kiadás: 1. Beautiful Creature 2. Chaos Play (カオスプレイ) | 10                   |                      |
| Imperial "Core"                                                       | Kiadás dátuma: 2011. november 2. Számlista 1. SE-C.O.R.E- 2. Imperial "CORE" 3. Kessó (結晶; Hepburn: Kesshō) |                      | 134                  |
| Reason for Treason                                                    | Kiadás dátuma: 2012. június 9. |                      |                      |
| To Enemy                                                              | Kiadás dátuma: 2012. július 7. |                      |                      |
| Evils (Evil/Inferiority Complex)                                      | Kiadás dátuma: 2012. július 28. Számlista Hagyományos kiadás: 1. evil 2. Inferiority Complex 3. to Enemy (remastered) Limitált kiadás: CD: 1. evil 2. Inferiority Complex DVD: 1. Reason for Treason (MV) | 6                    | 65                   |
| Whiteness                                                             | Kiadás dátuma: 2013. február 20. |                      | 97                   |
| Sirius/Lily                                                           | Kiadás dátuma: 2013. július 10. Számlista A-típus CD: 1. Sirius 2. Lily DVD 1. Sirius (MV) 2. Lily (MV) B-típus 1. Sirius 2. Lily 3. deadly number | 2                    | 36                   |
| Sicujoku no szeiiki (失翼の聖域; Hepburn: Shitsuyoku no Seiiki)       | - Kiadás dátuma: 2013. augusztus 28. - újrafelvétel Számlista 1. Sicujoku no szeiiki (失翼の聖域; Hepburn: Shitsuyoku no Seiiki) 2. Todokanu tegami (届かぬ手紙) 3. Judgement DVD: 1. Sicujoku no szeiiki (失翼の聖域; Hepburn: Shitsuyoku no Seiiki) (MV) | 7                    | 61                   |
| Horizon (ホライゾン)                                                  | +Kiadás dátuma: 2014. július 9. - TVS Hot Wave című műsorának nyitódala Számlista 1. Horizon (ホライゾン) 2. Jugamu kjútai (歪む球体; Hepburn: Yugamu kyūtai) DVD: 1. Horizon (ホライゾン) (MV) | 2                    | 19                   |
| Silent Majority                                                       | Kiadás dátuma: 2014. július 9. Számlista 1. Silent Majority 2. Dzsúszan-kai va zecubó (十三階は絶望; Hepburn: Jūsan-kai wa zetsubō) DVD: 1. Silent Majority (MV) | 3                    | 20                   |
| Blind message                                                         | Kiadás dátuma: 2014. szeptember 3. | 4                    | 42                   |
| Ruin                                                                  | Kiadás dátuma: 2015. május 20. Számlista A-típus 1. Ruin 2. Szakura sacramento (桜サクラメント; Hepburn: Sakura Sacramento) DVD: 1. Ruin (MV) 2. Documentary of Ruin B-típus 1. Ruin 2. Szakura sacramento (桜サクラメント; Hepburn: Sakura Sacramento) DVD: 1. from Under (MV shooting) 2. Documentary of from Under C-típus 1. Ruin 2. Szakura sacramento (桜サクラメント; Hepburn: Sakura Sacramento) 3. from Under | 3                    | 30                   |
| Enigma                                                                | Kiadás dátuma: 2016. március 30. Számlista A-típus 1. Enigma 2. Rakuin: stigma (烙印-stigma-) DVD: 1. Enigma (MV) B-típus 1. Enigma 2. Rakuin: stigma (烙印-stigma-) 3. Kaigan (開眼) | 9                    | 26                   |
| Gekkó (月光; Hepburn: Gekkō)                                          | Kiadás dátuma: 2016. augusztus 3. Számlista A-típus 1. Gekkó (月光; Hepburn: Gekkō) 2. Toge (棘) DVD: 1. Gekkó (月光; Hepburn: Gekkō) (MV) B-típus 1. Gekkó (月光; Hepburn: Gekkō) 2. Toge (棘) 3. Dark Age | 3                    | 30                   |
| Noah/Shangri-La (シャングリラ)                                        | Kiadás dátuma: 2014. július 10. Számlista A-típus 1. Noah 2. Shangri-La (シャングリラ) DVD: 1. Noah (MV) 2. Shangri-La (シャングリラ) (MV) B-típus 1. Noah 2. Shangri-La (シャングリラ) 3. Ransze dystopia (乱世ディストピア; Hepburn: Ranse dystopia) | 3                    | 24                   |
| Unmei kaika (運命開化)                                                | - Kiadás dátuma: 2018. július 18. - Diōra (ディオーラ) alteregó-néven jelent meg Számlista 1. Unmei kaika (運命開化) 2. Szógoku (葬獄; Hepburn: Sōgoku) 3. Nemesis (ネメシス) | 2                    | 30                   |
| Malice                                                                | Kiadás dátuma: 2018. október 24. Számlista A-típus 1. Malice 2. Resonance (レゾナンス) DVD: 1. Malice (MV) B-típus 1. Malice 2. Resonance (レゾナンス) 3. Human Noise | 5                    | 22                   |
| Sacrifice                                                             | Kiadás dátuma: 2019. október 2. Számlista 1. Sacrifice 2. Unmei Kaika (運命開化) （Live at 2018.09.03 ZeppDiverCity Tokyo） | 10                   |                      |
| Finale: Last Rebellion                                                | Kiadás dátuma: 2019. október 2. Számlista A-típus 1. Finale 2. Signal DVD: 1. Finale (MV) B-típus 1. Finale 2. Signal DVD: 1. “July 13, 2019 Hattori Ryokuchi Outdoor Music Hall” Live Video C-típus 1. Finale 2. Signal 3. Mind Mirror | 2                    | 21                   |
| Envy                                                                  | Kiadás dátuma: 2020. március 4. Számlista A-típus 1. Envy 2. Drain Drain DVD: 1. Envy MV B-típus 1. Envy 2. Drain Drain DVD: 1. 2019.12.24 Ebiszu LIQUIDROOM Dictatorial X'mas (Ebisu LIQUIDROOM Dictatorial X'mas ; Hepburn: 恵比寿LIQUIDROOM Dictatorial X'mas) C-típus 1. Envy 2. Drain Drain 3. Inner Core | 9                    | 40                   |
| Hydra                                                                 | Kiadás dátuma: 2020. április 1. Számlista A-típus 1. Hydra 2. Poise (ポワゾ) DVD: 1. Hydra (MV) B-típus 1. Hydra 2. Poise (ポワゾ) DVD: 1. 2019.12.24 Ebiszu LIQUIDROOM Dictatorial X'mas (Ebisu LIQUIDROOM Dictatorial X'mas ; Hepburn: 恵比寿LIQUIDROOM Dictatorial X'mas) C-típus 1. Hydra 2. Poise (ポワゾ) 3. Promised Land                                                                                       | 15                   | 28                   |
| Gokuszai (獄彩; Hepburn: Gokusai)                                     | Kiadás dátuma: 2020. július 1.; digitális |                      |                      |
| Szaihate ni furu juki (最果てに降る雪; Hepburn: Saihate ni Furu Yuki) | Kiadás dátuma: 2020. október 14. |                      | 24                   |
| Vermillion                                                            | Kiadás dátuma: 2022. április 6. | 2                    | 21                   |

- Ahol nincs külön számlista feltüntetve, ott a lemezen csak a címadó dal szerepel.
- A listában nem szerepelnek a kizárólag koncerten osztogatott kislemezek.